# Son Espanyolet
Son Espanyolet és un barri residencial de la ciutat de Mallorca de 7.580 habitants
situat al districte de Ponent. Està delimitat pels barris de Son Armadans, Santa Catalina, el Camp d'en Serralta, Son Dameto i Son Dureta.
Es tracta d'un barri sorgit a final del segle xix de caràcter residencial i de petits comerços que també compta amb força centres educatius, principalment concertats i guarderies, atès el seu caràcter relativament perifèric. També compta amb un centre per persones majors i una associació de veïnats, que té per seu la Parròquia de l'Assumpció.

## Història
Les terres sobre què s'estén el barri coincideixen amb els dominis de l'antiga possessió de Son Espanyolet, que confrontava amb Santa Catalina, Son Dureta, Son Cotoneret i Son Puigdorfila. Era propietat de la família Caro, Marquesos de la Romana, que la parcel·là i vengué la darrera dècada del segle xix, abans d'anar-se'n a viure a Madrid. A les terres a llevant del camí (actual carrer de Son Espanyolet, que abans arribava fins a l'església de Sant Magí) es projectà una urbanització de segones residències, mentre que la part a ponent del camí fou venuda als frares liguorians i a la congregació del Sagrat Cor, la qual hi feu una escola. Els primers carrers oberts foren els d'Alzina, Mas i Portugal (avui Porto), i també el carrer de la Barrera. És en aquells carrers on hi ha les cases més luxoses, amb detalls modernistes.
Els Caro, com a propietaris, vengueren la possessió, però els encarregats d'efectuar les vendes i parcel·lacions foren homes de la seva confiança: Bartomeu Morlà Thomàs, canonge i carlista, administrador dels Caro; Joan Calafat i Morlà, capellà i nebot de l'anterior, també administrador dels marquesos; i Josep Mas Alzina, un comprador que adquirí grans porcions que ell mateix parcel·là i vengué. Aquests personatges imposaren als nous carrers noms en homenatge a si mateixos i als seus familiars, i d'aquí provenen els noms dels carrers de Mas, Calafat, Contestí, Morlà, Alzina i Sant Josep. La urbanització, que havia començat el segle xix, acabà les primeres dècades del xx.
El 1910, els frares lugorians es fusionaren amb els teatins i aquests hi establiren un seminari, on el 1966 hi bastiren un col·legi, el col·legi de Sant Gaietà (que avui en dia pertany, administrativament, al barri de Son Dureta). El 1938, l'església de l'Assumpció se segregà de Sant Magí i fou erigida en parròquia. Les monges del Sagrat Cor, per la seva banda, remodelaren el col·legi i bastiren un nou edifici el 1972.
Com a la resta de barriades de la ciutat, per Son Espanyolet hi passava una línia de tramvia, la qual perdurà fins a l'any 1958, quan fou substituït per l'actual línia d'autobusos.

## Transport
Amb autobús el barri queda connectat mitjançant les següents línies de la EMT: 
| Línia | Trajecte                           | Recorregut       | Freqüència laborables |
| ----- | ---------------------------------- | ---------------- | --------------------- |
| 7     | Son Gotleu - Son Serra - la Vileta | Vegeu recorregut | 10 minuts             |
| 20    | Portopí - Son Espases              | Vegeu recorregut | 20 minuts             |
| 29    | Son Espases - Plaça Progrés        | Vegeu recorregut | 20 minuts             |

## Les escoles

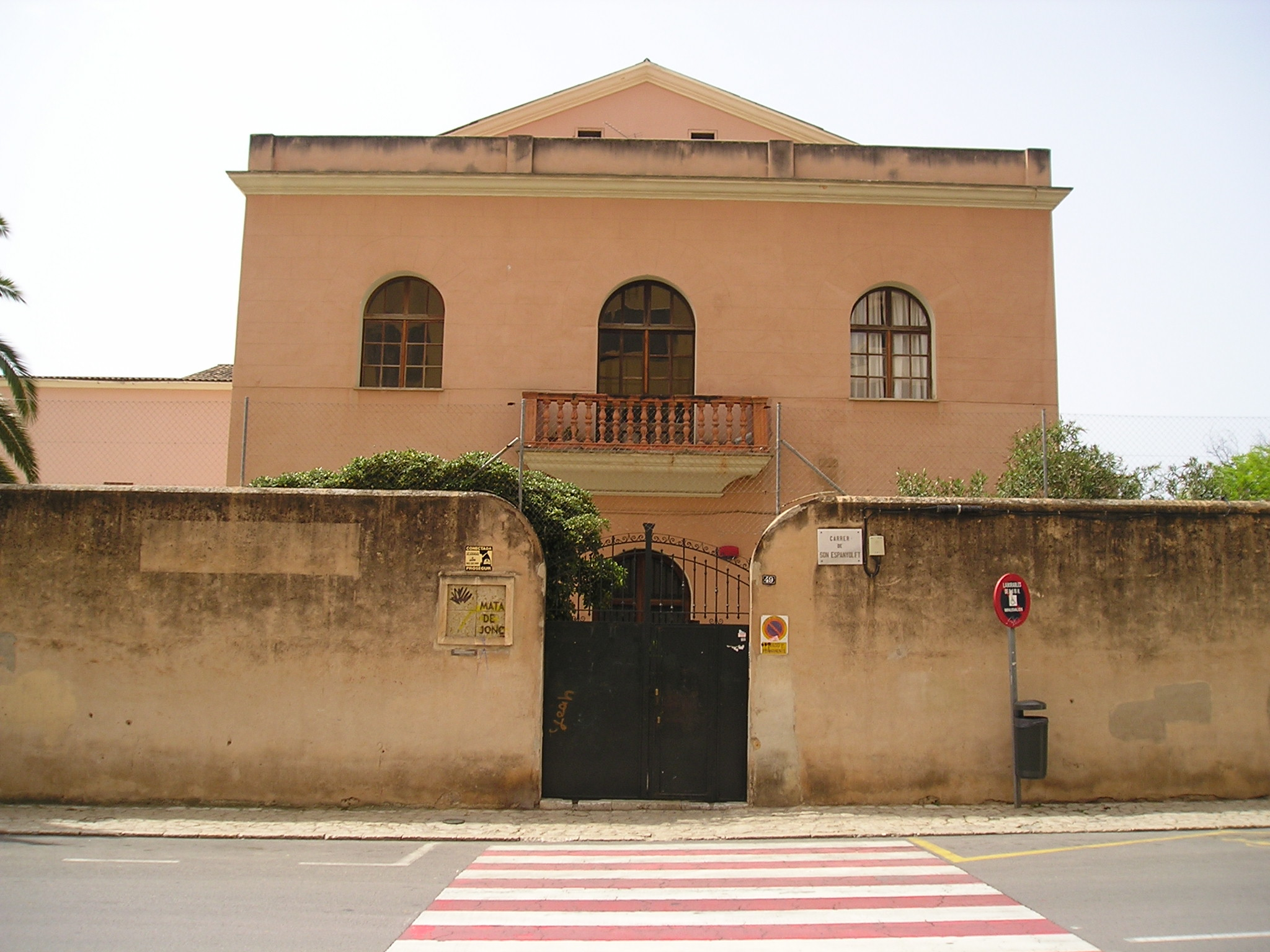
Mata de Jonc
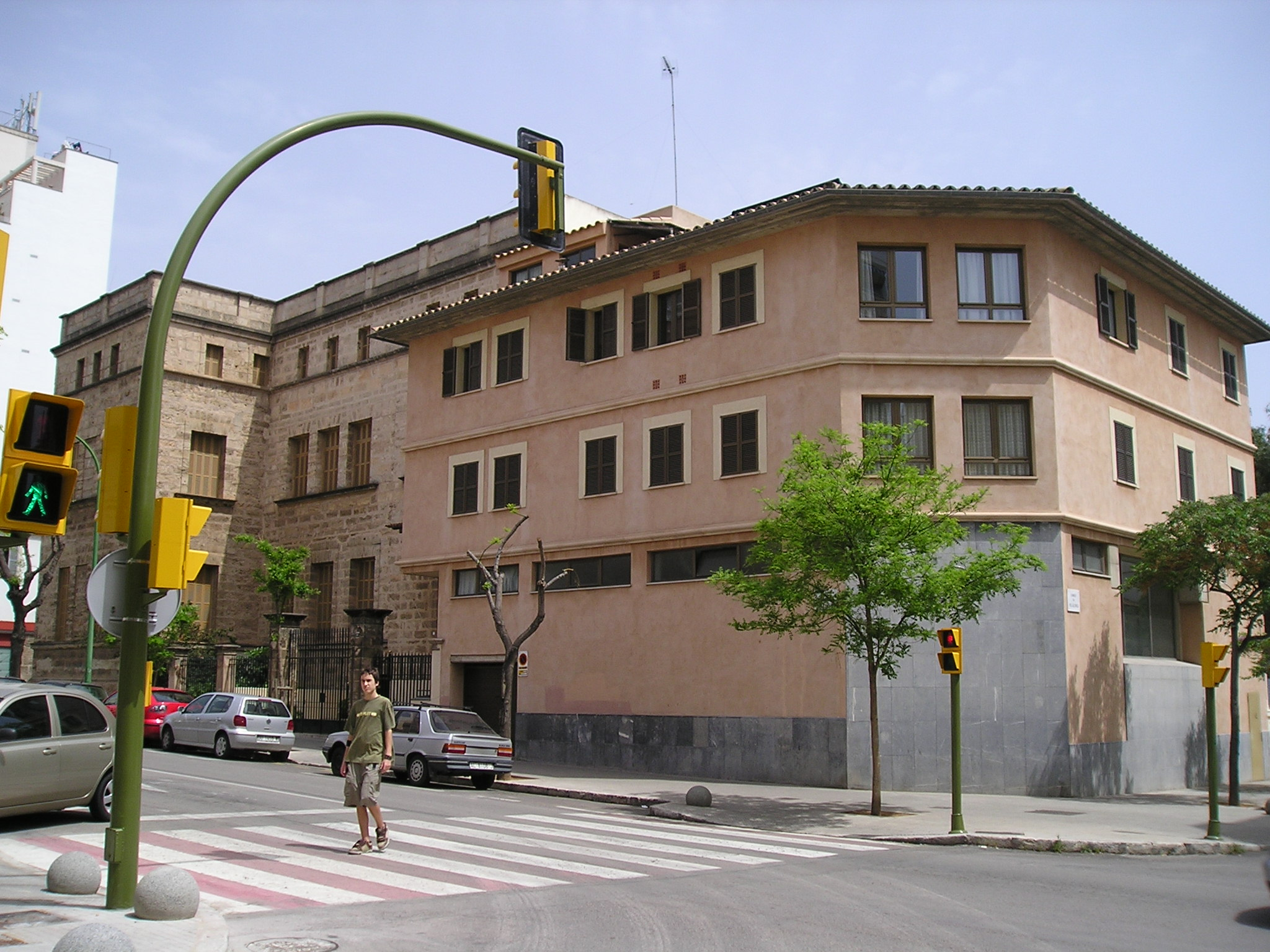
Les escolàpies
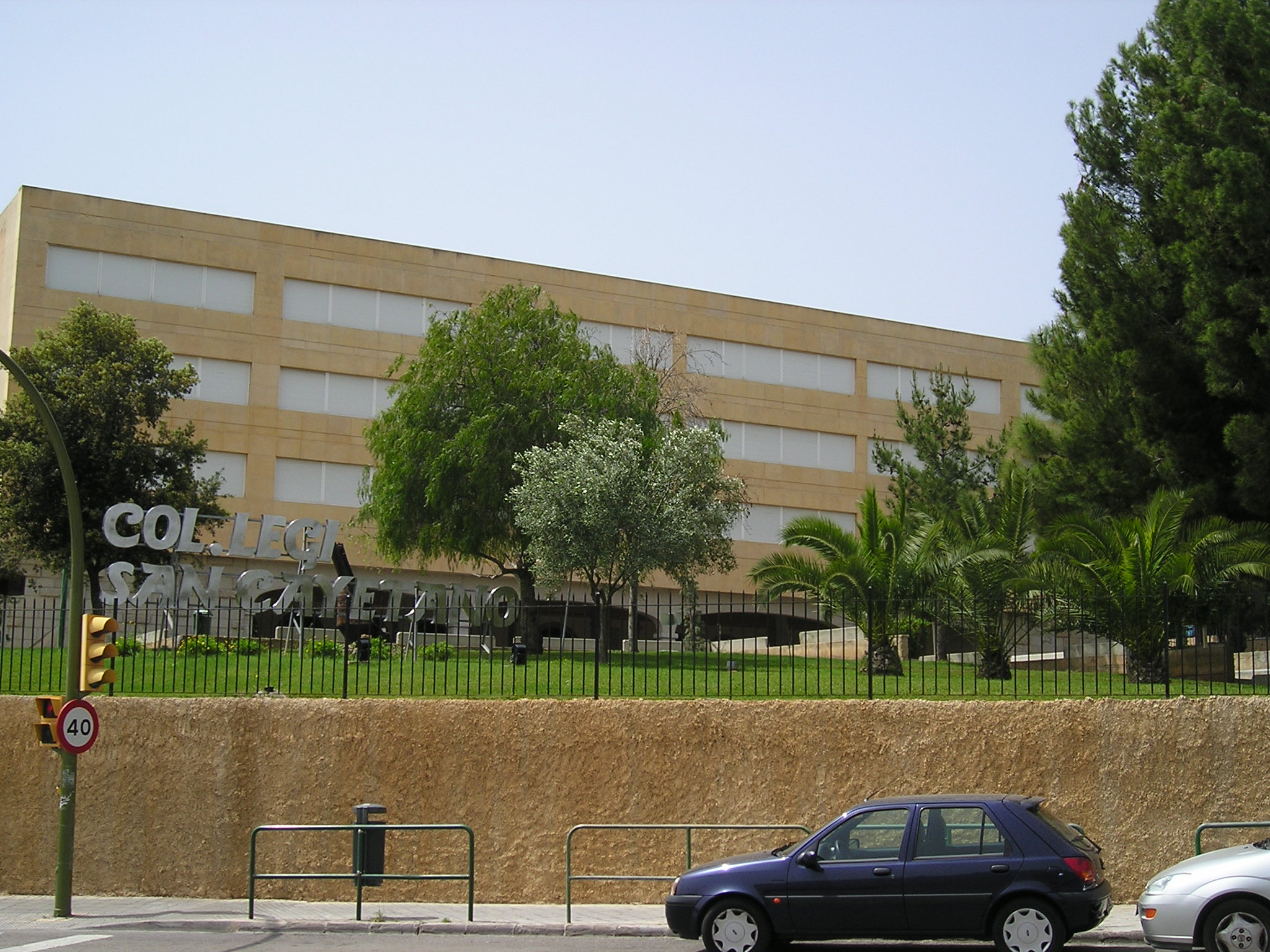
Sant Gaietà
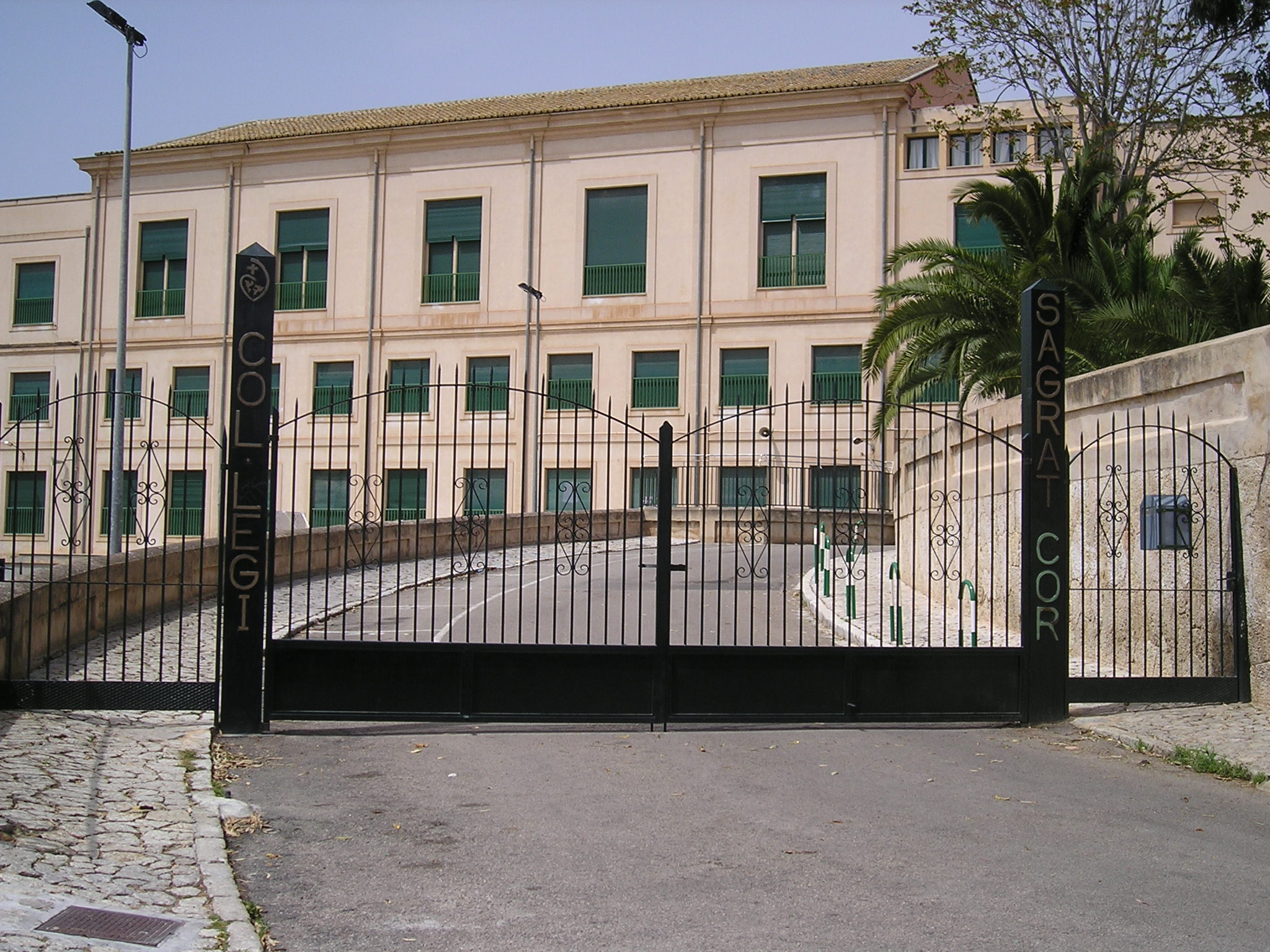
Sagrat Cor

## Arquitectura
Durant els primers anys, el barri va ser un lloc de segones residències que moltes de famílies de la mitjana burgesia aprofitaven per demostrar-hi el seu poder adquisitiu, a petita escala. De resultes d'això, s'hi poden observar un bon nombre de cases d'estil particular, qualcuna de les quals catalogada pel seu valor patrimonial.

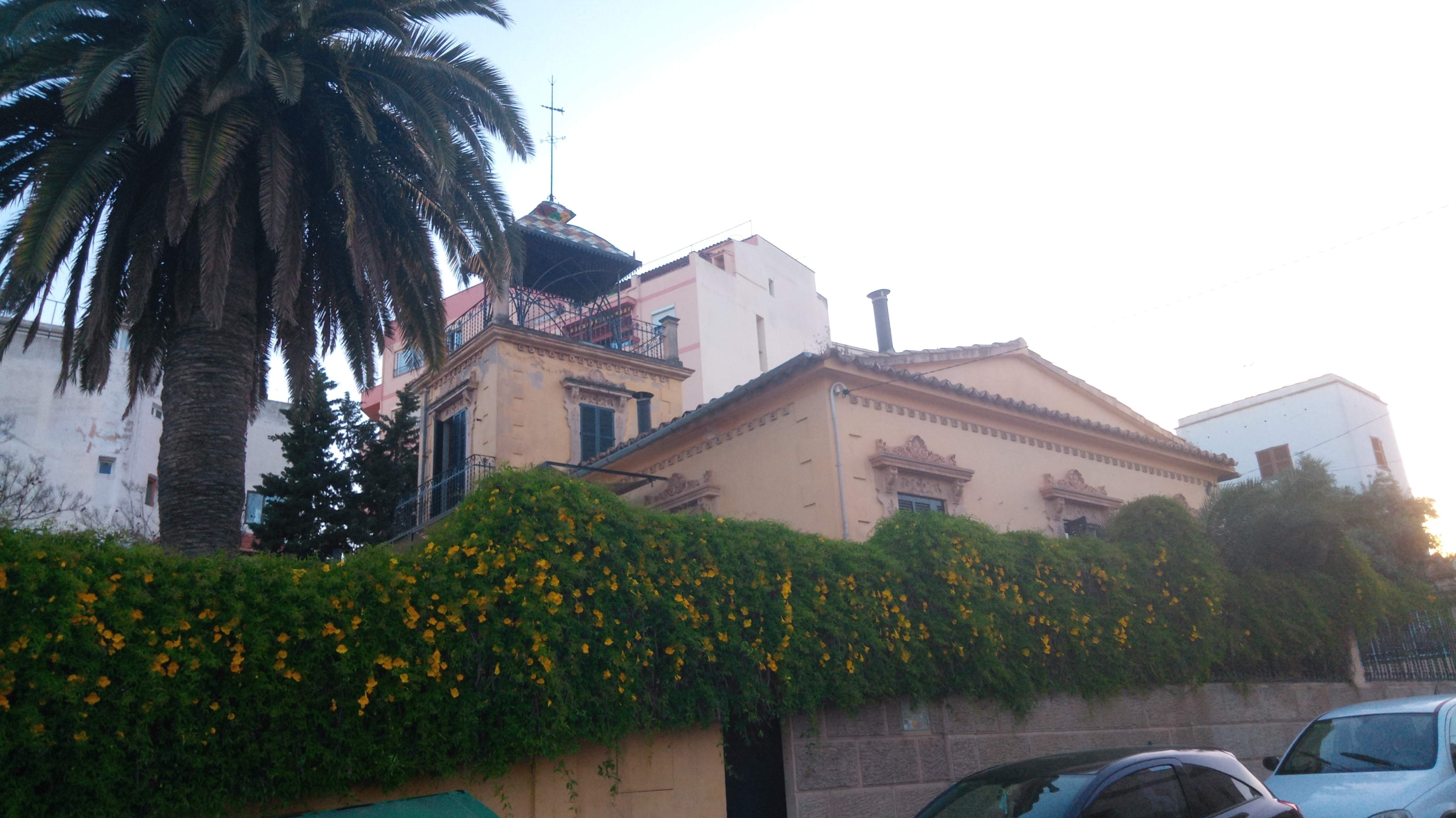
Vil·la Maria, al carrer Porto
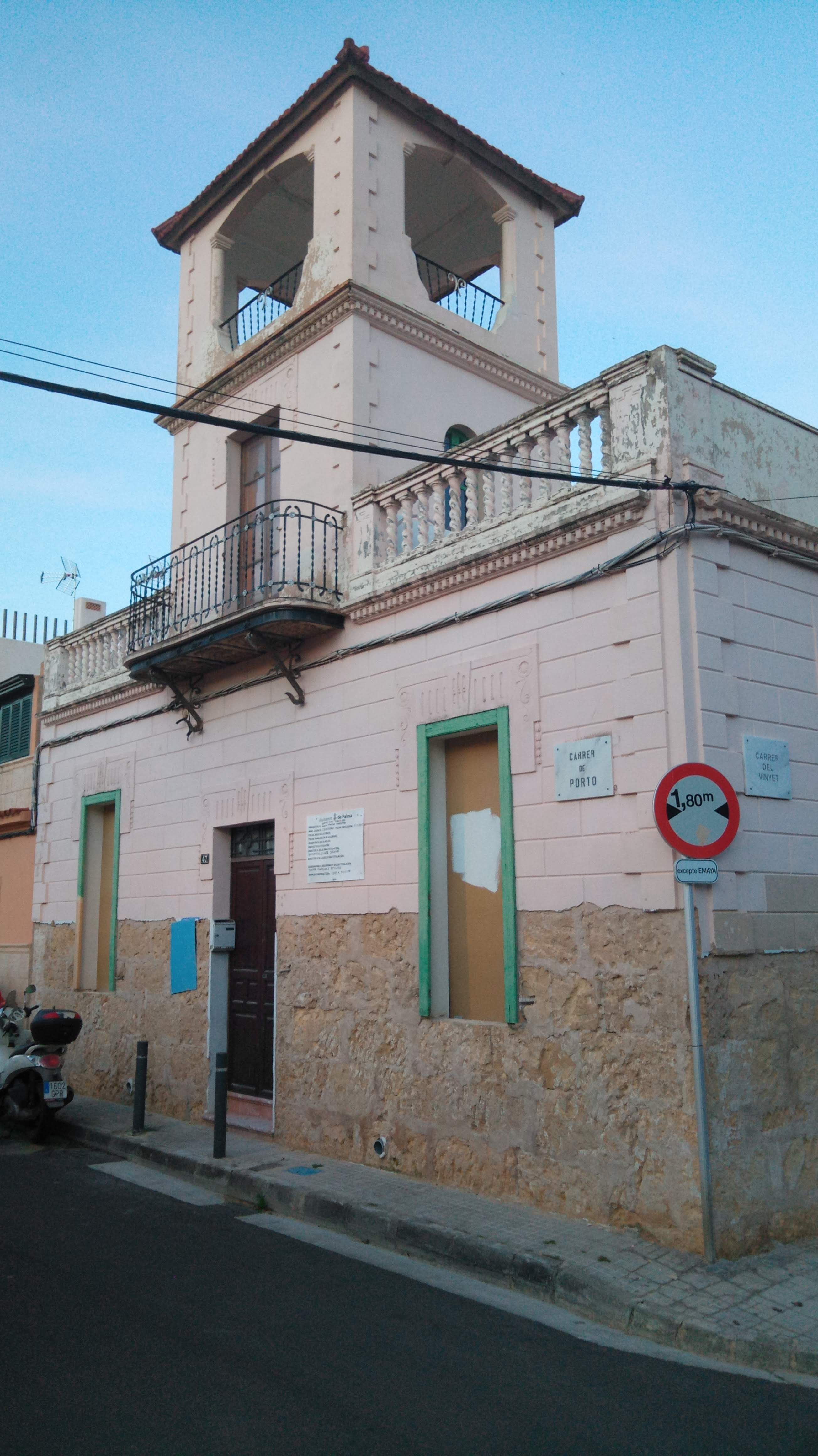
Casa al carrer Porto
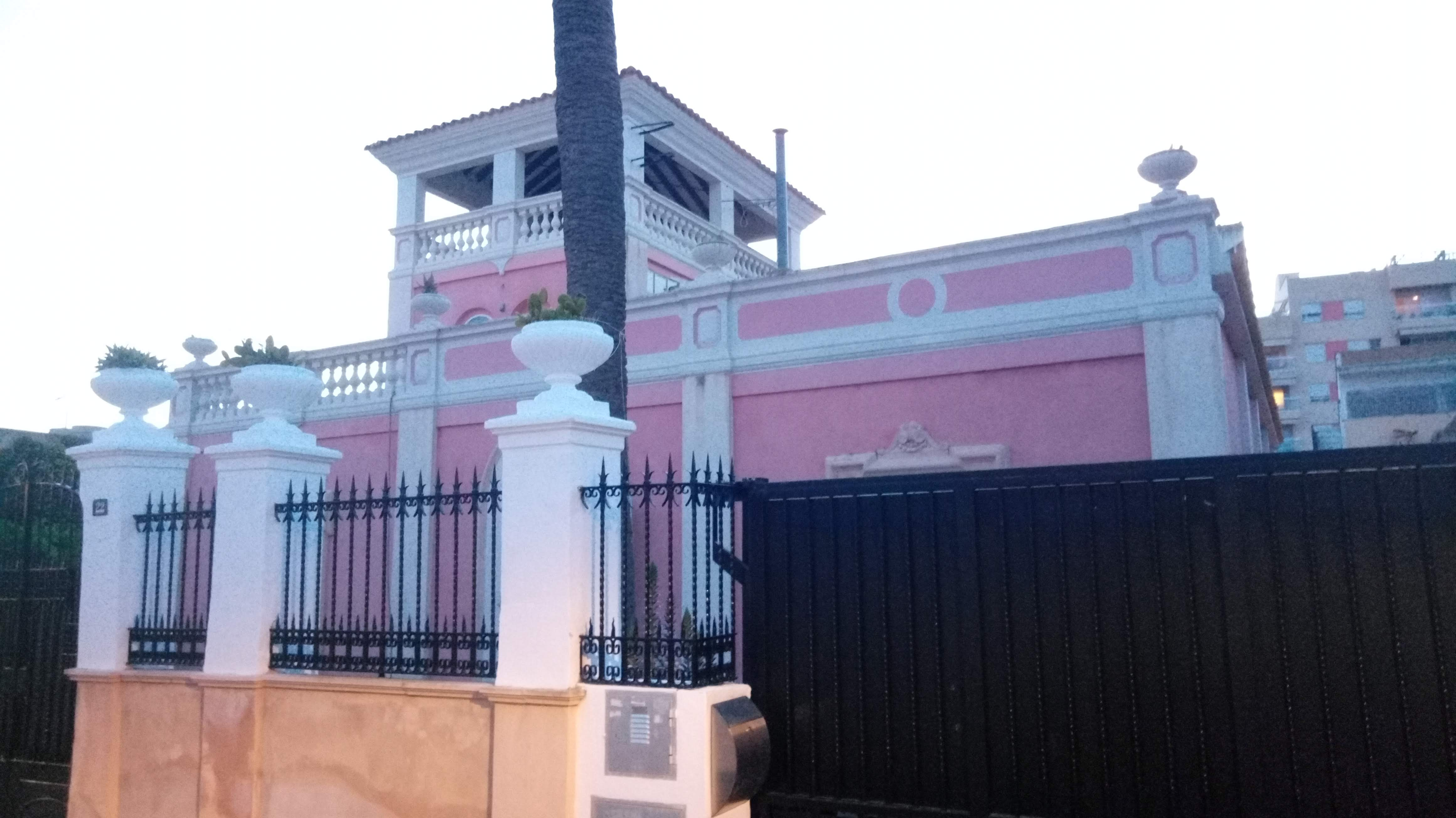
Casa al carrer Alzina
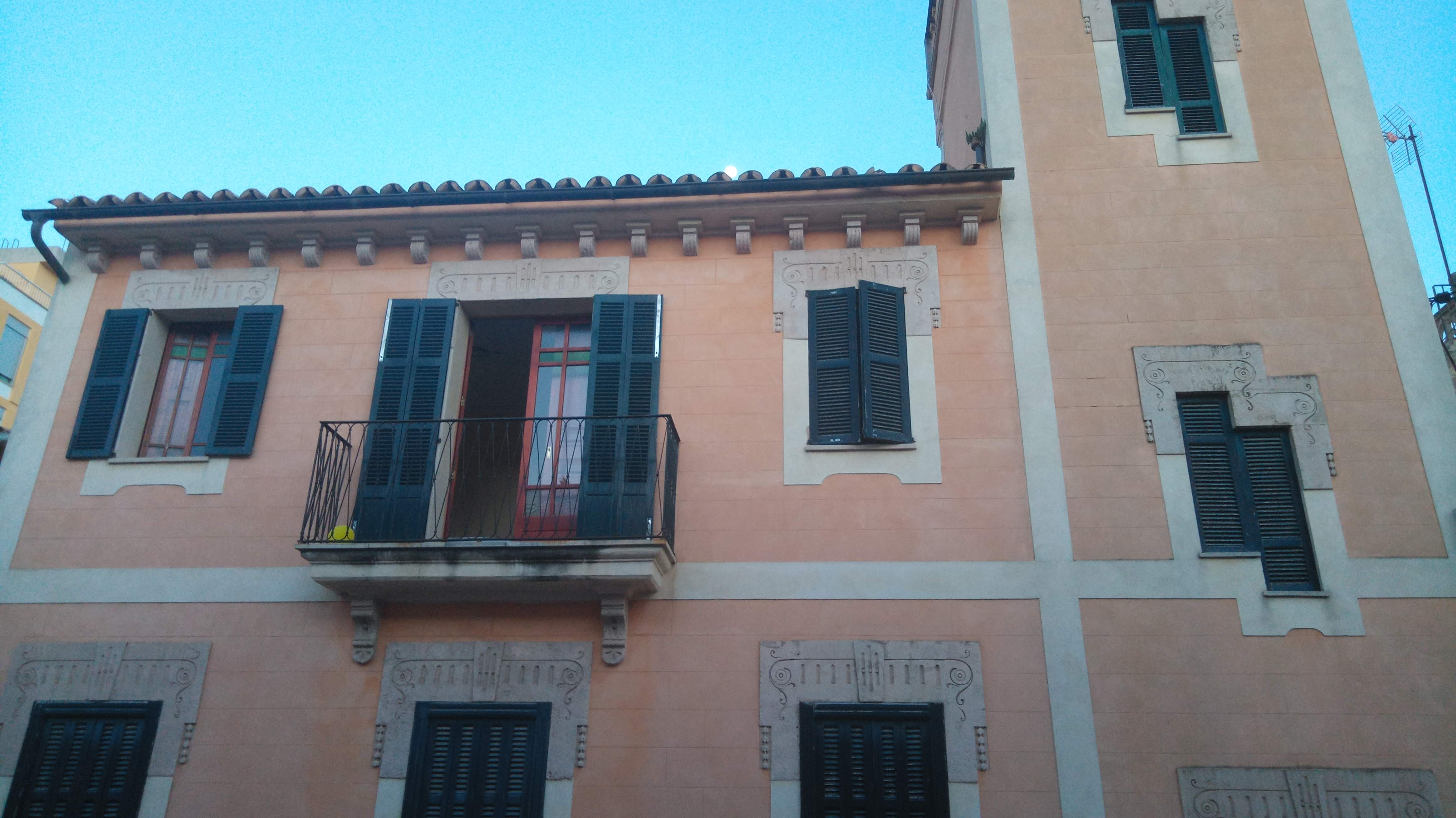
Vil·la Maria, al carrer Contestí
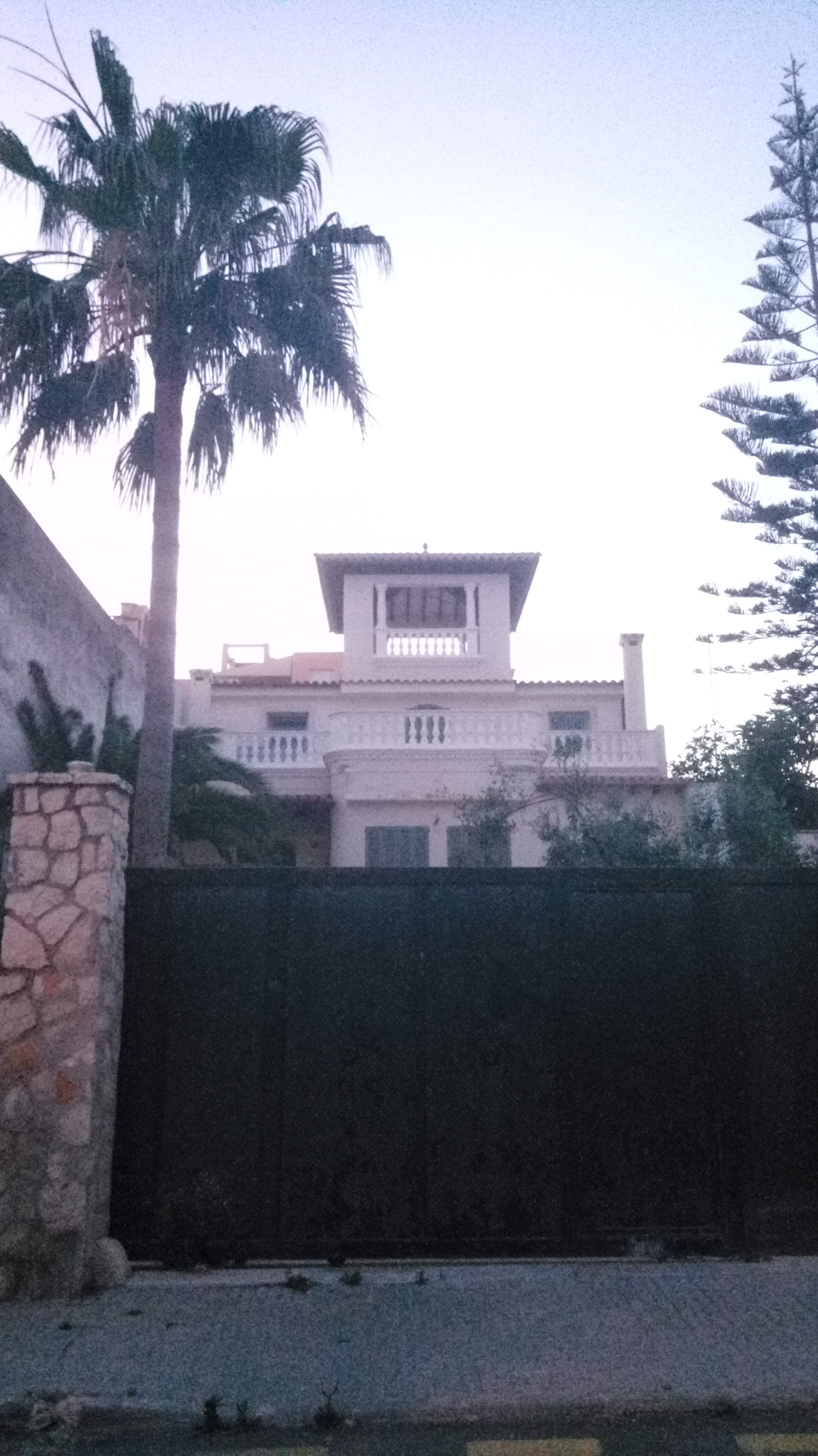
Casa al carrer Miquel Porcel

## El Poble Espanyol
Un dels monuments més destacats d'aquest barri (per bé que, administrativament, pertany a Son Dureta) és el Poble Espanyol, majoritàriament turístic i lloc de celebracions tant públiques com privades, i normalment ple d'estrangers. Dins el recinte s'hi poden trobar reproduccions de monuments d'arreu de la Península i petits comerços turístics.

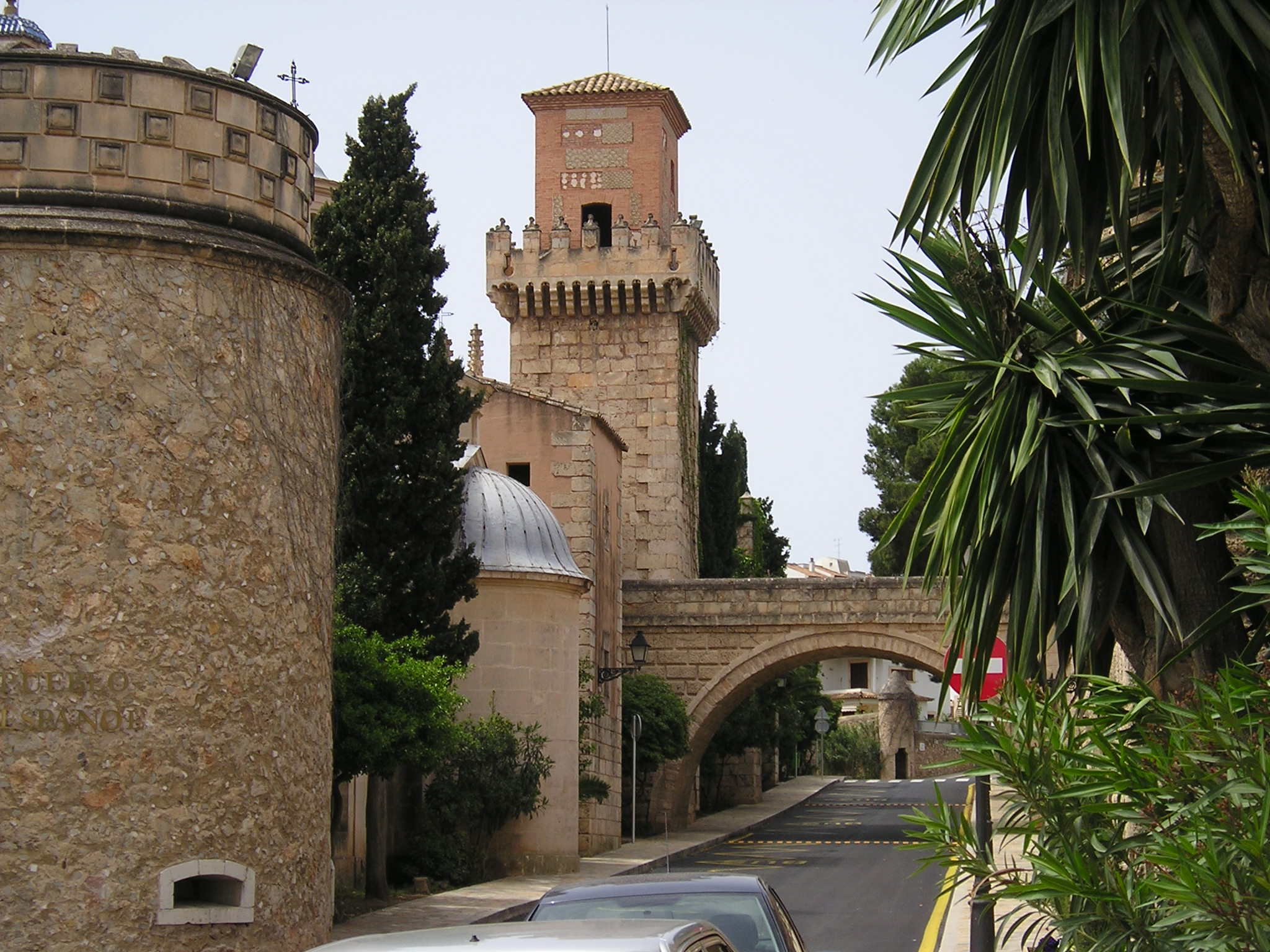
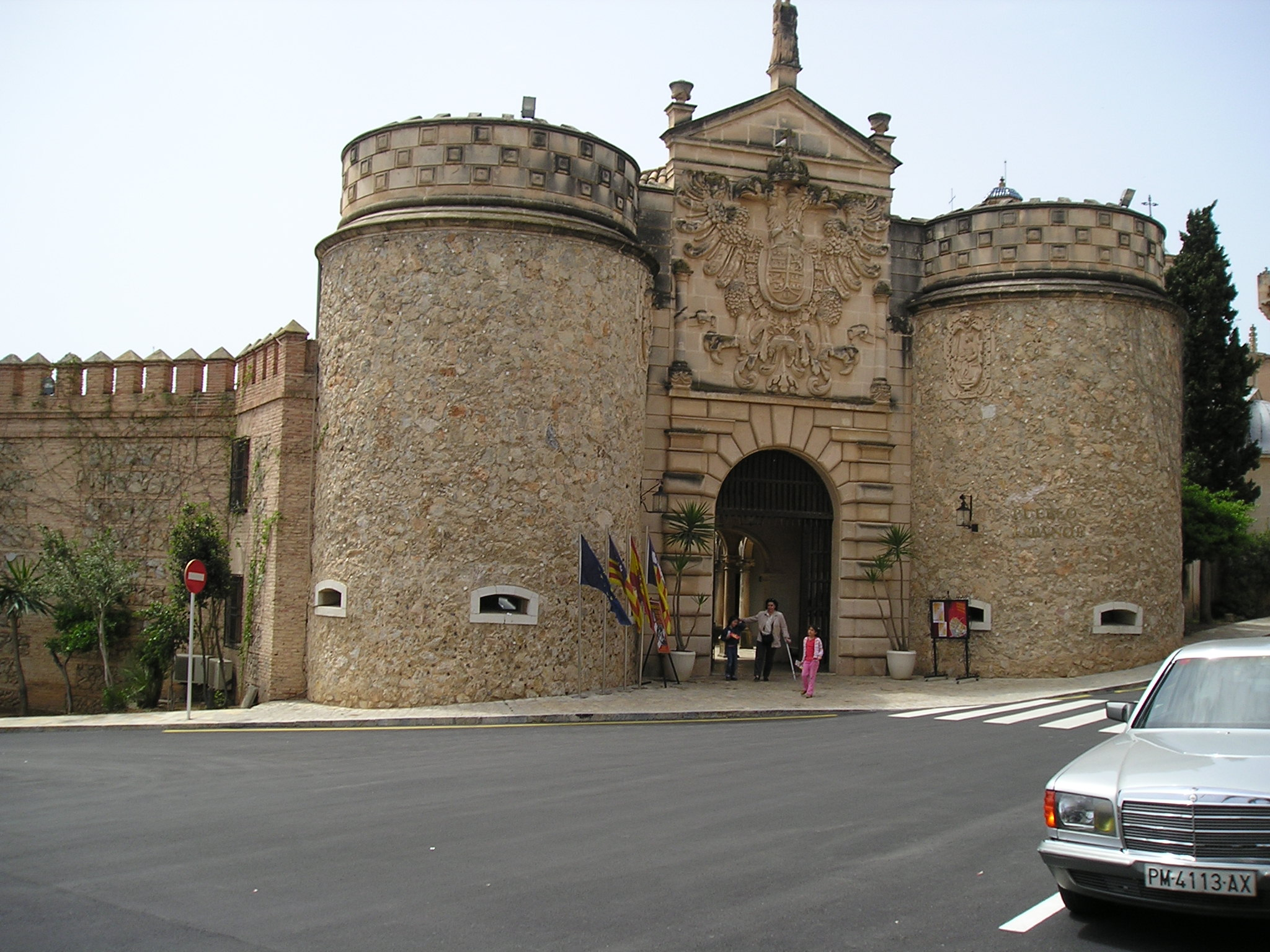
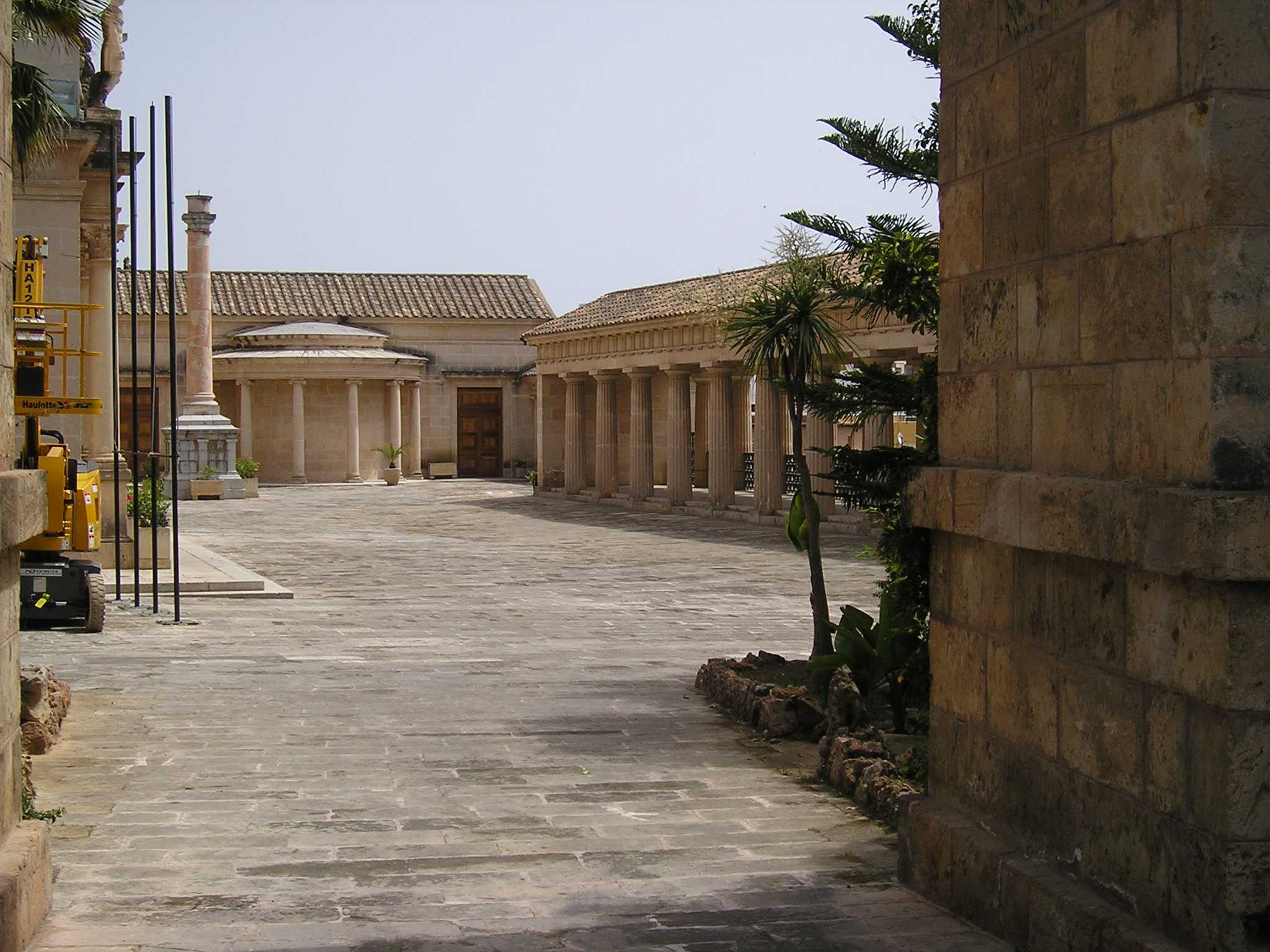